# Zabij mnie, kochanie
Zabij mnie, kochanie – polska komedia romantyczna z 2024 roku w reżyserii Filipa Zylbera. W głównych rolach wystąpili Weronika Książkiewicz i Mateusz Banasiuk. Jest polską wersją tureckiej produkcji o tytule Öldür Beni Sevgilim z 2019 roku. Film miał premierę 13 lutego 2024 roku na platformie Netflix.

## Fabuła
Wygrany los na loterii ma poważne konsekwencje dla małżeństwa, które zaczyna knuć, jak się nawzajem pozabijać, aby zgarnąć całą nagrodę pieniężną..

## Obsada
- Weronika Książkiewicz jako Natalia Rozwadowska
- Mateusz Banasiuk jako Piotr Rozwadowski
- Agnieszka Więdłocha jako Agata
- Piotr Rogucki jako Łukasz
- Mikołaj Roznerski jako Krystian
- Paulina Gałązka jako Dagmara
- Mirosław Baka jako Bogdan
- Dorota Pomykała jako sprzedawczyni zdrapek
- Piotr Gąsowski jako szef agencji reklamowej[1]

## Produkcja
Zdjęcia do filmu kręcono w Warszawie oraz w okolicy Nowego Sącza: we wsi Gródek nad Dunajcem (m.in. w hotelu Heron) i na terenie lotniska Nowy Sącz-Łososina Dolna.